# Сульфорафан

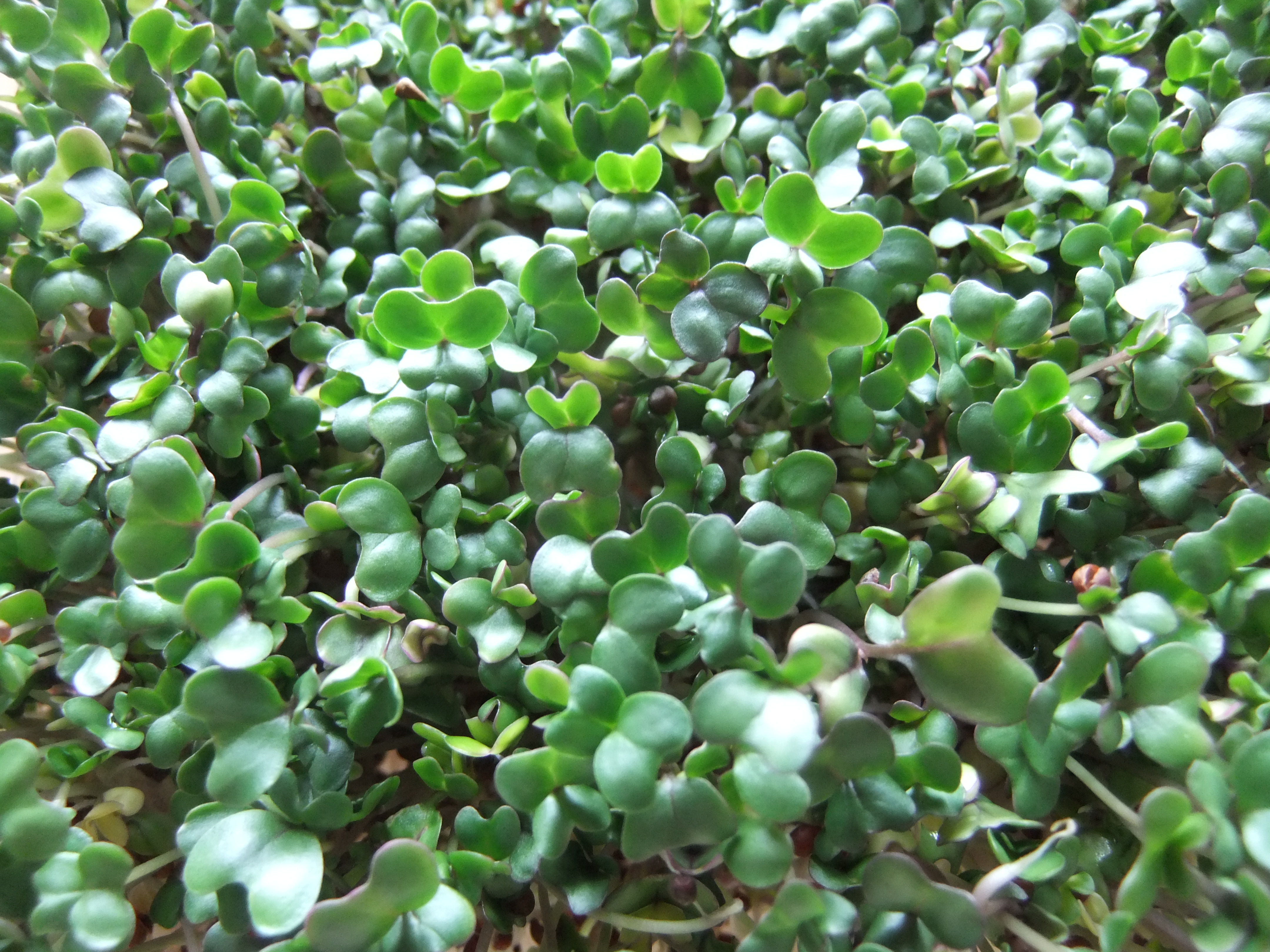
П'ятиденна мікрозелень (проростки) броколі

Сульфорафа́н — протизапальна і антиоксидантна, протиракова і протимікробна речовина, що міститься в паростках та мікрозелені капусти,брюссельської капусти, броколі, цвітної капусти, бок-чой, кольрабі, турнепса, редиски.

## Біохімія
Фермент мірозиназа трансформує глюкорафанін (глюкозінолат) в сульфорафан при механічному пошкодженні рослини, наприклад, пережовуванні чи контакті з водою ~70 градусів Цельсія.. За хімічною структурою сульфорафан – це ізотіоціанат.

## Біологічна дія
Сульфорафан збільшує виробництво ензимів, які виводять токсини з організму. Переконливі дані епідеміологічних досліджень, клінічних досліджень, досліджень на гризунах та in vitro показали, що сульфорафан має антиоксидантні та протизапальні властивості .

## Вміст в продуктах
Паростки та мікрозелень броколі та цвітної капусти особливо багаті на сульфорафан. Чим молодшою є броколі, тим вище в ній вміст сульфорафану.

## Дивись також
- Антиоксиданти
- Мікрозелень
- Апігенін
- НАД
- Ресвератрол
- Омолодження